# Kew East
Kew East är en del av en befolkad plats i Australien. Den ligger i kommunen Boroondara och delstaten Victoria, nära delstatshuvudstaden Melbourne. Antalet invånare är 6 140.
Runt Kew East är det mycket tätbefolkat, med 2 261 invånare per kvadratkilometer.. Närmaste större samhälle är Melbourne, nära Kew East. 
Runt Kew East är det i huvudsak tätbebyggt. Genomsnittlig årsnederbörd är 1 244 millimeter. Den regnigaste månaden är juli, med i genomsnitt 140 mm nederbörd, och den torraste är januari, med 49 mm nederbörd.